# エウリュクラティデス
エウリュクラティデス（古希: Ευρυκρατίδης、古代ギリシア語ラテン翻字: Eurycratides、在位：紀元前615年-紀元前590年）はアギス朝のスパルタ王である。
エウリュクラティデスは先代の王アナクサンドロスの子で、次代の王レオンの父である。なお、パウサニアスによれば彼の名はエウリュクラテスであり、この王からその孫アナクサンドリデスの時代にかけてスパルタはテゲアと戦争をしたが、先の二王の時代は優勢に立てなかった。

## 註
1. ↑  ヘロドトス, VII. 204
2. ↑  パウサニアス, III. 3. 5